# Gösta Hellgren (elektroingenjör)
Paul Gösta Hellgren, född 23 augusti 1925 i Ljuders församling, Kronobergs län, död 25 april 2023, var en svensk ingenjör.
Hellgren, som var son till skomakarmästare Helge Hellgren och Tora Karlsson, utexaminerades från Chalmers tekniska högskola (CTH) 1950, blev teknologie licentiat 1953, teknologie doktor 1960 och docent i allmän teleteknik vid CTH 1961. Han var assistent vid CTH 1950–1953, laboratorieingenjör på Magnetic AB i Stockholm 1953–1955, projektingenjör på Saab AB i Linköping 1955–1961, platschef på Saab AB:s elektroniklaboratorium i Göteborg 1961–1965, överingenjör där 1963–1965 och professor i tillämpad elektronik vid Kungliga Tekniska högskolan från 1965.